# Florentino Asensio Barroso
Florentino Asensio Barroso (Villasexmir, 16 de octubre de 1877 - Barbastro, 9 de agosto de 1936) fue un obispo español. Ocupó el cargo de administrador apostólico de Barbastro (1935-1936), desempeñándolo de forma efectiva durante unos pocos meses antes de ser torturado y ejecutado por milicianos poco después de estallar la Guerra civil española. Fue uno de los trece obispos asesinados durante la guerra civil, víctima de la persecución religiosa. Fue proclamado mártir por la Iglesia católica y beatificado por Juan Pablo II en 1997.

## Biografía

### Primeros años
Florentino nació el 16 de octubre de 1877 en Villasexmir (Valladolid), por entonces perteneciente a la diócesis de Palencia. Fue hijo del matrimonio de: Jacinto Asensio González, vendedor ambulante, y de Gabina Barroso Vásquez, quien atendía una tienda del poblado. Tuvo ocho hermanos. Recibió el bautismo en la parroquia de la Asunción de Villasexmir el 24 de octubre de ese año. Recibió la confirmación por Don Juan Lozano y Torreira, obispo de Palencia, el 6 de junio de 1878, en la misma iglesia. 

### Formación, vida sacerdotal y funciones docentes
Ingresó muy joven en el Seminario de Valladolid. En la misma ciudad accedió al subdiaconado y al diaconado el 22 de septiembre y el 22 de diciembre de 1900, respectivamente. Fue ordenado sacedote con tan solo 23 años, el 1 de junio de 1901.
El 2 de agosto de 1901 fue nombrado coadjutor de la parroquia de Villaverde de Medina, en la cual permaneció durante un año y medio. Luego, fue trasladado a Valladolid, donde el arzobispo José María Cos y Macho le confió el 1 de marzo de 1905 su secretaría (capellanía) particular y archivo episcopal, y el 11 de octubre de ese año la mayordomía del palacio episcopal.
Sin abandonar estas funciones continuó sus estudios y obtuvo el doctorado en Sagrada Teología en la Universidad Pontificia de Valladolid el 29 de agosto de 1906. El Consejo Académico lo propuso como profesor de Metafísica, cargo docente que desempeñó durante el ciclo lectivo 1909-1910.
El 30 de abril de 1910 obtuvo, por oposición, el cargo canónigo de la catedral de Valladolid. El 4 de febrero de 1915 fue designado director ejecutivo de los fondos de la arquidiócesis y capellanías y el 3 de julio de 1918 fue promovido a una canonjía de gracia.
Su labor se multiplicó: fue el confesor del Seminario Conciliar de Valladolid y de las Hermanas Oblatas (1920-1935), del monasterio cisterciense de Las Huelgas (1923-1935) y del Hospital de Esgueva (1930- 1935). En 1925 fue nombrado párroco de la parroquia del capítulo metropolitano de Valladolid. Desde febrero de 1932 hasta abril de 1935 fue director del Apostolado de la Oración.

### Episcopado

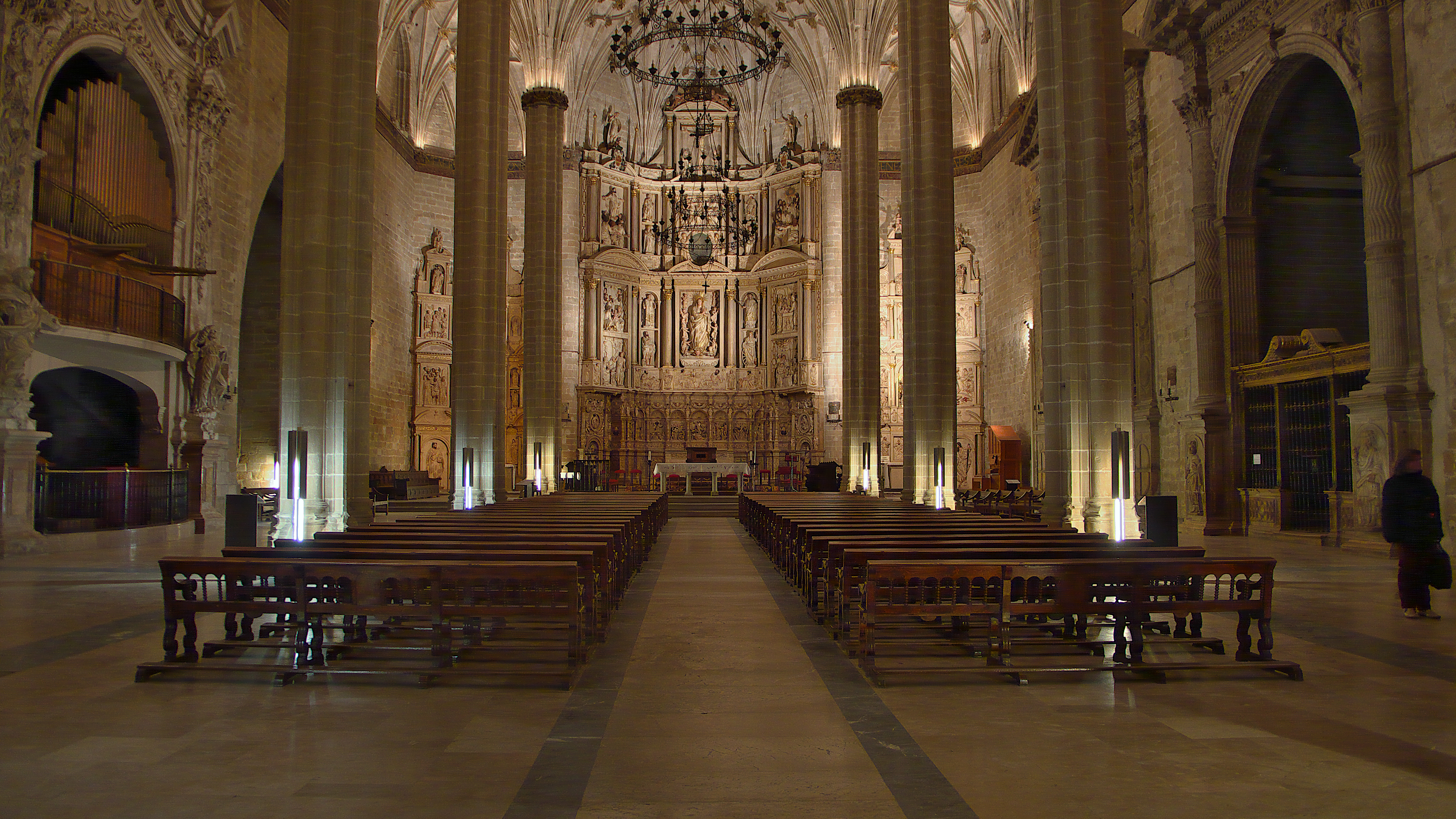
Interior de la Catedral de Santa María de la Asunción de Barbastro, donde el obispo Florentino Asensio Barroso desarrolló su breve ministerio episcopal.

Su celo pastoral le dio fama, y en 1935 el Nuncio Apostólico Federico Tedeschini le comunicó que el papa Pío XI lo proponía a la dignidad episcopal con sede en Barbastro (Huesca). Fue designado obispo de Eurœa en Epiro (Euroeensis in Epiro) y administrador apostólico de Barbastro el 11 de noviembre de 1935 y consagrado obispo en Valladolid el 26 de enero de 1936, siendo su consagrador principal el arzobispo Remigio Gandásegui y Gorrochátegui. Tomó posesión de la sede de Barbastro como administrador apostólico el 8 de marzo de aquel año, entrando discretamente el día 15 para evitar disturbios anticatólicos.
Como comenta Montero Moreno (1999, op.cit.), su ministerio episcopal como administrador apostólico de Barbastro (una pequeña diócesis del norte de España), no solo fue muy breve (seis meses) sino signado por la violencia extrema. Vio caer en primer término a su vicario general y asistió al arresto de casi todos sus sacerdotes. En esa pequeña diócesis de los Pirineos había a su llegada 131 sacerdotes, de los que 113 fueron asesinados, incluyendo 50 misioneros claretianos, algunos estudiantes de teología, un monasterio entero de 19 benedictinos, y 9 padres escolapios que tenían una casa en Peralta de la Sal y un colegio en el mismo Barbastro.

### Arresto, tortura y muerte

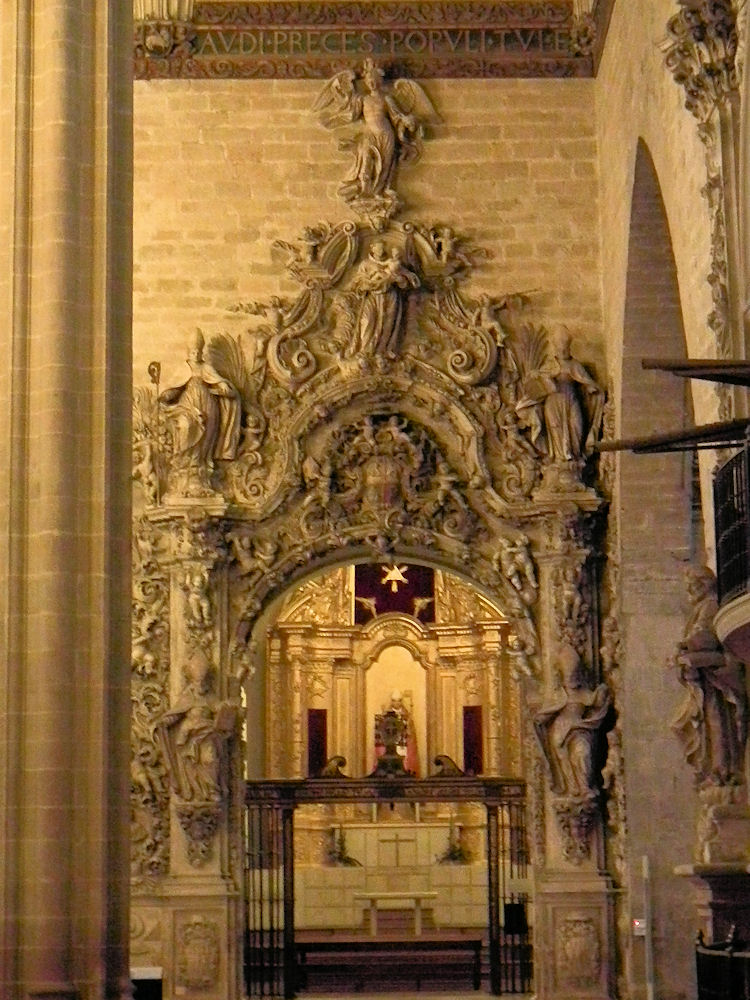
Capilla de San Carlos Borromeo, en la Catedral de Santa María de la Asunción de Barbastro. Allí se veneran las reliquias incorruptas del obispo Asensio.

Con el golpe de Estado de 1936 fue arrestado en la residencia episcopal, y encarcelado el 22 de julio de 1936. Al atardecer del día 8 de agosto, fue trasladado a una celda solitaria de la cárcel del Ayuntamiento, en la misma plaza. En los interrogatorios a que fue sometido fue torturado repetidamente, y sufrió la amputación de los testículos.
En la madrugada del 9 de agosto de 1936 le llevaron, junto con otros doce detenidos, en un "camión de la muerte" al cementerio, donde fue fusilado. Murió al tiempo que bendecía y perdonaba a sus asesinos. Su cadáver fue arrojado a una fosa común. Al terminar la guerra civil, el arqueólogo y antropólogo forense José Ignacio Lorenzo Lizalde y sus colaboradores efectuaron un proceso de identificación de los restos allí enterrados. Florentino Asensio Barroso fue fácilmente identificado por las iniciales que marcaban su ropa interior. Su cuerpo fue hallado incorrupto. Sus restos fueron exhumados y depositados en la capilla de san Carlos Borromeo de la Catedral de Santa María de la Asunción de Barbastro.

## Beatificación

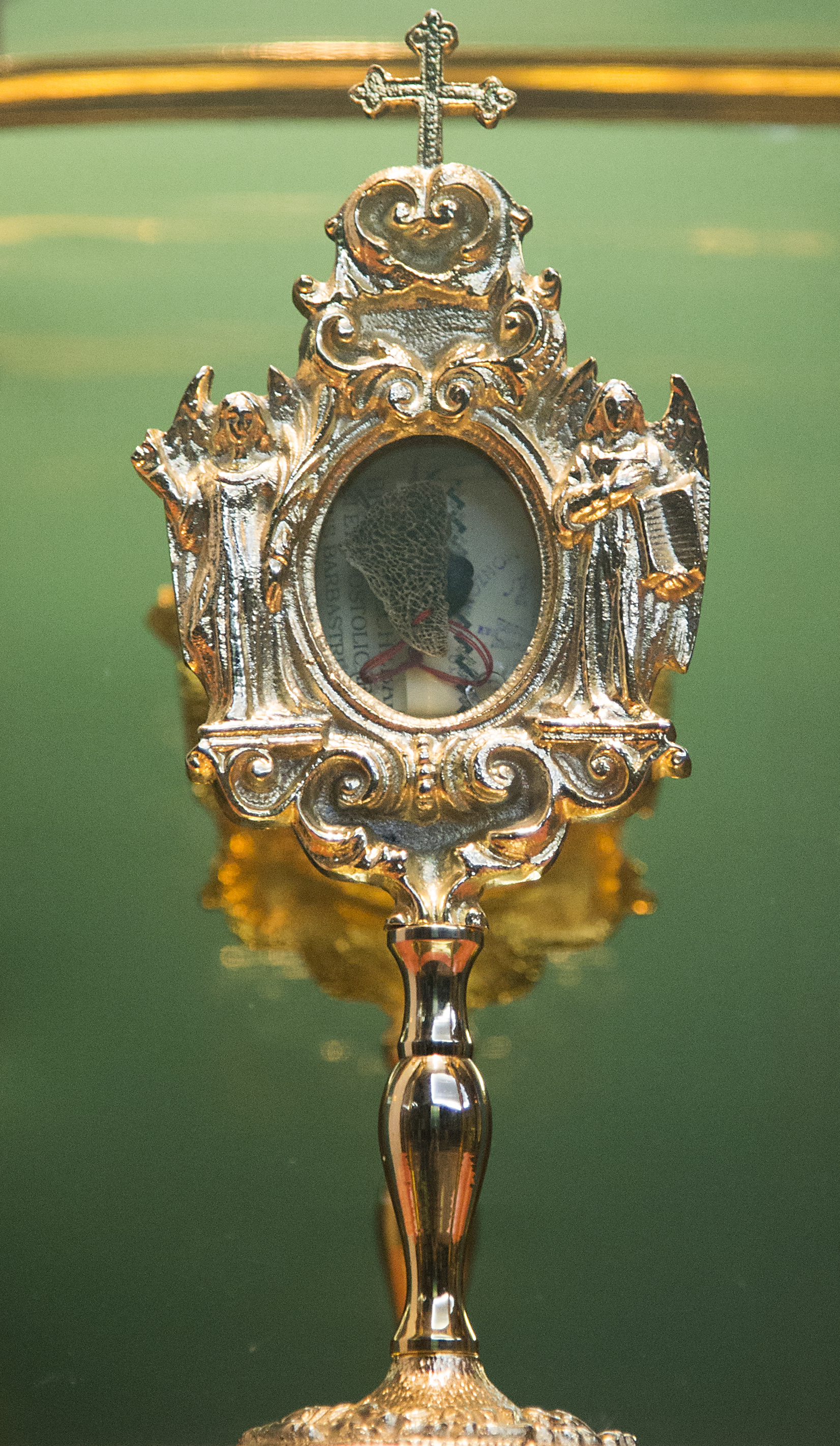
Relicario con los restos del obispo Asensio.

Fue declarado mártir de la Iglesia católica y la ceremonia de su beatificación fue presidida por el papa Juan Pablo II el 4 de mayo de 1997. Su festividad se celebra el 9 de agosto. En ocasión de su beatificación, sus reliquias incorruptas fueron trasladadas a la capilla de San Carlos Borromeo en la misma Catedral, y depositadas en un sepulcro nuevo ubicado detrás del altar, donde actualmente se veneran.